# Cricotopus vincenti
Cricotopus vincenti är en tvåvingeart som beskrevs av Boothroyd 1990. Cricotopus vincenti ingår i släktet Cricotopus och familjen fjädermyggor. Inga underarter finns listade i Catalogue of Life.